# Hashim Safi Al-Din
Hashim Safi Al-Din (àrab: هاشم صفي الدين, Hāxim Ṣafī d-Dīn) (Deir Qanun En Nahr, 1964 - (desaparegut) Beirut, 3 d'octubre de 2024) va ser un clergue xiïta libanès que havia servit com a cap del Consell Executiu d'Hezbol·là des del 2001. Era cosí per part de mare de Hassan Nasral·là, i fins l'assassinat d'aquest el 27 de setembre de 2024 era considerat el número dos d'Hezbol·là. El 2017 Safi Al-Din va ser declarat «terrorista global especialment designat» pel Departament d'Estat dels Estats Units; l'Aràbia Saudita, enemic de l'Iran, també va designar Safi Al-Din com a «terrorista» el mateix any.
El 3 d'octubre de 2024, Safi Al-Din va ser l'objectiu d'un atac aeri israelià a Beirut. El 5 d'octubre, es va informar que Hezbol·là havia perdut el contacte amb Safi Al-Din des de l'atac aeri, i la seva mort fou confirmada poc després.

## Biografia
Safi Al-Din va néixer el 1964 a Deir Qanun En Nahr, al sud del Líban, en el si d'una respectada família xiïta. És cosí germà per part de mare de Hassan Nasral·là. Està casat amb Raeda Faqih. El juny de 2020, el seu fill gran, Reza, es va casar amb Zeinab Soleimani, la filla petita de l'oficial militar iranià Qasem Soleimani, que havia estat assassinat per un atac de drons nord-americans a l'Iraq el gener d'aquell mateix any.
El seu germà, Abdal·là Safi Al-Din, és el representant d'Hezbol·là a l'Iran i, segons les conclusions del Projecte Cassandra, supervisa les xarxes de tràfic d'armes, diner en efectiu, productes comercials i estupefaents, així com el blanqueig de diners i l'adquisició de peces i tecnologia pels programes clandestins nuclears i de míssils balístics de l'Iran.
Safi Al-Din va estudiar teologia a Najaf, a l'Iraq, i a Qom, a l'Iran, juntament amb Nasral·là. El 1994 Nasral·là  li va demanar que retornés al Líban i des de llavors l'havia preparat com a successor seu.
El 1995, va ser ascendit a la Majlis al-Xura (Assemblea Consultiva), el màxim consell d'Hezbol·là, després del qual va operar sota Imad Mughniyeh, fins a l'assassinat d'aquest el 2008. També va ser nomenat cap del Consell de la Gihad. El Consell Executiu, del qual és president, supervisa les activitats polítiques, socials i educatives d'Hezbol·là.

## Successor de Nasral·là
Després que Nasral·là fos assassinat en un atac aeri israelià a la seu d'Hezbol·là el setembre de 2024, Safi Al-Din va ser vist com el principal candidat per a succeir-lo.Safi Al-Din es trobava entre els tres líders principals d'Hezbol·là juntament amb Naim Qassem i el propi Nasral·là.
Immediatament després de la mort de Nasral·là, els mitjans de comunicació saudites Al Arabiya i Al Hadath van informar que Safi Al-Din havia estat designat oficialment com el seu successor, encara que Hezbol·là ho negués a través de Telegram.
El 3 d'octubre de 2024, Safi Al-Din va ser l'objectiu d'un atac aeri israelià a Beirut. El 5 d'octubre, es va informar que Hezbol·là havia perdut el contacte amb Safi Al-Din des de l'atac aeri i la seva mort fou confirmada poc després.